# Donggong (köpinghuvudort i Kina, Hubei Sheng, lat 31,33, long 111,83)
Donggong (kinesiska: 东巩, 东巩镇) är en köpinghuvudort i Kina. Den ligger i provinsen Hubei, i den centrala delen av landet, omkring 250 kilometer väster om provinshuvudstaden Wuhan. Antalet invånare är 33 055. Befolkningen består av 15 574 kvinnor och 17 481 män. Barn under 15 år utgör 11,0 %, vuxna 15-64 år 78 %, och äldre över 65 år 9,0 %.
Runt Donggong är det ganska tätbefolkat, med 239 invånare per kvadratkilometer. Donggong är det största samhället i trakten. I omgivningarna runt Donggong växer i huvudsak blandskog.
Genomsnittlig årsnederbörd är 1 176 millimeter. Den regnigaste månaden är augusti, med i genomsnitt 198 mm nederbörd, och den torraste är december, med 13 mm nederbörd.